# Temporada 2011 de la WNBA
La Temporada 2011 de la WNBA fue la decimoquinta en la historia de la Women's National Basketball Association. Por primera vez en varias temporadas no hubo variación en los equipos que formaron la competición con respecto al año anterior. Acabó con el primer título para las Minnesota Lynx, derrotando en la final a las Atlanta Dream, que alcanzaban las finales por segundo año consecutivo.

## Clasificaciones

### Conferencia Este
| Conferencia Este     | G  | P  | PCT  | PD   | Casa | Fuera | Conf. |
| -------------------- | -- | -- | ---- | ---- | ---- | ----- | ----- |
| Indiana Fever x      | 21 | 13 | .618 | –    | 13–4 | 8–9   | 13–9  |
| Connecticut Sun x    | 21 | 13 | .618 | –    | 15–2 | 6–11  | 14–8  |
| Atlanta Dream x      | 20 | 14 | .588 | 1.0  | 11–6 | 9–8   | 14–8  |
| New York Liberty x   | 19 | 15 | .559 | 2.0  | 12-5 | 7–10  | 11–11 |
| Chicago Sky o        | 14 | 20 | .412 | 7.0  | 10–7 | 4–13  | 10–12 |
| Washington Mystics o | 6  | 28 | .176 | 15.0 | 4–13 | 2–15  | 4–18  |

### Conferencia Oeste
| Conferencia Oeste          | G  | P  | PCT  | PD   | Casa | Fuera | Conf. |
| -------------------------- | -- | -- | ---- | ---- | ---- | ----- | ----- |
| Minnesota Lynx x           | 27 | 7  | .794 | –    | 14–3 | 13–4  | 18–4  |
| Seattle Storm x            | 21 | 13 | .618 | 6.0  | 15–2 | 6–11  | 15–7  |
| Phoenix Mercury x          | 19 | 15 | .559 | 8.0  | 11–6 | 8–9   | 11–11 |
| San Antonio Silver Stars x | 18 | 16 | .529 | 9.0  | 9–8  | 9–8   | 11–11 |
| Los Angeles Sparks o       | 15 | 19 | .441 | 12.0 | 10–7 | 5–12  | 10–12 |
| Tulsa Shock o              | 3  | 31 | .088 | 24.0 | 2–15 | 1–16  | 1–21  |

### All-Star Game
El WNBA All-Star Game tuvo como anfitriones a las San Antonio Silver Stars el 23 de julio en el AT&T Center. Fue la segunda vez en la historia del evento que lo albergaba un equipo de la Conferencia Oeste
| 23 de julio    | Este                                                                          | 118–113                               | Oeste                                                        | |  |
| 3:30 p. m. EDT | Parciales: 33–36, 32–30, 27–26, 26–21                                         | Parciales: 33–36, 32–30, 27–26, 26–21 | Parciales: 33–36, 32–30, 27–26, 26–21                        | |  |
|                | Estadísticas Cappie Pondexter (17) Angel McCoughtry (10) Cappie Pondexter (7) | Reporte Pts Reb Asts                  | Estadísticas Swin Cash (21) Swin Cash (12) Diana Taurasi (7) | Pabellón: AT&T Center, San Antonio, Texas Asistencia: 12,540 espectadores Árbitros: #4 Sue Blauch #17 Scott Twardoski #45 Tom Mauer Televisión: ABC (HD) |  |

## Galardones
| Galardón                                      | Ganadora            | Equipo                                 |
| --------------------------------------------- | ------------------- | -------------------------------------- |
| MVP de las Finales de la WNBA                 | Seimone Augustus    | Minnesota Lynx                         |
| MVP de la Temporada de la WNBA                | Tamika Catchings    | Indiana Fever                          |
| Mejor Defensora de la WNBA                    | Sylvia Fowles       | Chicago Sky                            |
| Jugadora Más Mejorada de la WNBA              | Kia Vaughn          | New York Liberty                       |
| Peak Performers de la WNBA (puntos)           | Diana Taurasi       | Phoenix Mercury                        |
| Peak Performers de la WNBA (rebotes)          | Tina Charles        | Connecticut Sun                        |
| Peak Performers de la WNBA (asistencias)      | Lindsay Whalen      | Minnesota Lynx                         |
| Mejor Sexta Mujer de la WNBA                  | DeWanna Bonner      | Phoenix Mercury                        |
| Rookie del Año de la WNBA                     | Maya Moore          | Minnesota Lynx                         |
| Premio a la Jugadora Más Deportiva de la WNBA | Sue Bird Ruth Riley | Seattle Storm San Antonio Silver Stars |
| Entrenador del Año de la WNBA                 | Cheryl Reeve        | Minnesota Lynx                         |

## Playoffs
|  | 1ª ronda Mejor de 3 | 1ª ronda Mejor de 3 | 1ª ronda Mejor de 3 |           |    | Finales de Conferencia Mejor de 3 | Finales de Conferencia Mejor de 3 | Finales de Conferencia Mejor de 3 |  |    | Finales de la WNBA Mejor de 5 | Finales de la WNBA Mejor de 5 | Finales de la WNBA Mejor de 5 |  |
|  |                     |                     |                     |           |    |                                   |                                   |                                   |  |    |                               |                               |                               |  |
|  |                     |                     |                     |           |    |                                   |                                   |                                   |  |    |                               |                               |                               |  |
|  | E1                  | Indiana             | 2                   |           |    |                                   |                                   |                                   |  |    |                               |                               |                               |  |
|  | E1                  | Indiana             | 2                   |           |    |                                   |                                   |                                   |  |    |                               |                               |                               |  |
|  | E4                  | New York            | 1                   |           |    |                                   |                                   |                                   |  |    |                               |                               |                               |  |
|  | E4                  | New York            | 1                   |           | E1 | Indiana                           | 1                                 |                                   |  |    |                               |                               |                               |  |
|  | Conferencia Este    |                     |                     |           | E1 | Indiana                           | 1                                 |                                   |  |    |                               |                               |                               |  |
|  |                     |                     | E3                  | Atlanta   | 2  |                                   |                                   |                                   |  |    |                               |                               |                               |  |
|  | E2                  | Connecticut         | E3                  | Atlanta   | 2  | 0                                 |                                   |                                   |  |    |                               |                               |                               |  |
|  | E2                  | Connecticut         |                     |           |    |                                   |                                   |                                   |  |    |                               |                               |                               |  |
|  | E3                  | Atlanta             | 2                   |           |    |                                   |                                   |                                   |  |    |                               |                               |                               |  |
|  | E3                  | Atlanta             | 2                   |           |    |                                   |                                   |                                   |  | E3 | Atlanta                       | 0                             |                               |  |
|  |                     |                     |                     |           |    |                                   |                                   |                                   |  | E3 | Atlanta                       | 0                             |                               |  |
|  |                     |                     | W1                  | Minnesota | 3  |                                   |                                   |                                   |  |    |                               |                               |                               |  |
|  | W1                  | Minnesota           | W1                  | Minnesota | 3  | 2                                 |                                   |                                   |  |    |                               |                               |                               |  |
|  | W1                  | Minnesota           |                     |           |    |                                   |                                   |                                   |  |    |                               |                               |                               |  |
|  | W4                  | San Antonio         | 1                   |           |    |                                   |                                   |                                   |  |    |                               |                               |                               |  |
|  | W4                  | San Antonio         | 1                   |           | W1 | Minnesota                         | 2                                 |                                   |  |    |                               |                               |                               |  |
|  | Conferencia Oeste   |                     |                     |           | W1 | Minnesota                         | 2                                 |                                   |  |    |                               |                               |                               |  |
|  |                     |                     | W3                  | Phoenix   | 0  |                                   |                                   |                                   |  |    |                               |                               |                               |  |
|  | W2                  | Seattle             | W3                  | Phoenix   | 0  | 1                                 |                                   |                                   |  |    |                               |                               |                               |  |
|  | W2                  | Seattle             |                     |           |    |                                   |                                   |                                   |  |    |                               |                               |                               |  |
|  | W3                  | Phoenix             | 2                   |           |    |                                   |                                   |                                   |  |    |                               |                               |                               |  |
|  | W3                  | Phoenix             | 2                   |           |    |                                   |                                   |                                   |  |    |                               |                               |                               |  |
|  |                     |                     |                     |           |    |                                   |                                   |                                   |  |    |                               |                               |                               |  |